# Yussuf Abu-Warda
Yussuf Abu-Warda ou Youssef Abou Warda (en arabe يوسف أبو وردة, en hébreu יוסף אבו ורדה), né le 19 août 1953 à Jish en Galilée (Israël), est un acteur arabe israélien de cinéma, de théâtre et de télévision. 

## Biographie
Il est issu d'une famille arabe de Palestine mandataire, dont le lieu de résidence a été inclus dans le territoire d'Israël à la suite de la création de cet État (14 mai 1948) et de la guerre de 1948-1949. Ses parents, de confession chrétienne maronite, restés sur place pendant la guerre, deviennent alors citoyens d'Israël.
Il a notamment joué dans plusieurs films d'Amos Gitaï.
En 1999, il devient directeur du théâtre Al-Midan de Haïfa.

## Filmographie
- 1984 : Magash Hakesef
- 1985 : Gesher Tzar Me'od
- 1986 : Nadia
- 1987 : Noce en Galilée (Urs al-jalil) de Michel Khleifi : Bacem (crédité sous le nom de Youssef Abou Warda)
- 1991 : Cup Final (Gmar Gavi'a) d'Eran Riklis : George (comme Youssef Abou Warda)
- 1998 : Yom Yom d'Amos Gitaï : Yussuf
- 1999 : La dette d'Aaron Cohen (Aaron Cohen's Debt), téléfilm : Taylor (comme Youssef Abou Warda)
- 1999 : Kadosh d'Amos Gitaï : Rav Shimon
- 1999 : La Voie lactée (Shvil Hahalav) d'Ali Nasser : le gouverneur
- 2002 : Kedma d'Amos Gitaï : l’Arabe
- 2003 : Tik Sagur (série télévisée) : le père de Benny
- 2003 : Afarsek : Chauffeur de taxi
- 2004 : Shnat Effes : Employé de l’agence pour l’emploi
- 2004 : Terre promise d'Amos Gitaï : Yussuf
- 2004 : Bizman Emet (téléfilm) : Turgeman, directeur adjoint du Mossad
- 2005 : Ahava Me'ever Lapina (série télévisée) : Ze'ev
- 2007 : HaModedim
- 2007 : Désengagement d'Amos Gitaï : Youssef
- 2008 : Pour mon père (Sof Shavua B'Tel Aviv : Week-end à Tel Aviv) de Dror Zahavi : Saleh
- 2009 : Amerrika de Cherien Dabis : Nabeel Halaby
- 2009 : Hatsuya (série télévisée) :  Ardak
- 2007- 2014 : Ha-Borer (série télévisée) : Amram 'Bulldog'
- 2012 : Héritage (Inheritance) de Hiam Abbass : Khalil
- 2013 : Ana Arabia d'Amos Gitaï
- 2014 : The Savior : Le narrateur
- 2014 : Tyrant (série télévisée) : Hakim (comme Youssef Abou Warda)
- 2015 : Lechudim Betoch HaReshet (série télévisée) : Halim
- 2015 : 3000 Nuits (3000 Layla) de Mai Masri : Juge militaire
- 2017 : Holy Air de Shady Srour : le gynécologue
- 2018 : The Conductor (série télévisée) : Docteur
- 2018 : Au nom du père (Herrens veje) : Ali
- 2019 : The Dead of Jaffa (Hametin shel yafo) de Ram Loevy
- 2019 : Last Game (court métrage) de Jordan Sultana : Benny
- 2019 : Nehama (série télévisée) : Herzl Nehama
- 2020 : Fauda (série télévisée) : Sameer Abu-Samhadna
- 2020 : Borekas (court métrage) de Saleh Saadi
- 2022 : Fièvre méditerranéenne (Ḥummā al-baḥr al-Mutawassiṭ) de Maha Haj : Aziz
- 2022 : Dieu et le chameau (Nicht ganz koscher: Eine göttliche Komödie) de Stefan Sarazin et Peter Keller : le préfet
- 2022 : Salma (court métrage) de Sohela Ghattas